# Selenops lucibel
Selenops lucibel là một loài nhện trong họ Selenopidae.
Loài này thuộc chi Selenops. Selenops lucibel được J. A. Corronca miêu tả năm 2002.